# Peñíscolai várkastély
A peñíscolai várkastély a kelet-spanyolországi Peñíscola egyik középkori műemléke.

## Története
A várat 1294 és 1307 között építették a templomos lovagok, a korábban a Szentföldön épült többi erőd mintájára. Nem sokkal később a rend feloszlott, így 1319-ben a vár az újonnan alakult Montesa-rend kezébe került, ők pedig tovább bővítették az építményt.
Miután V. Márton pápa kiközösítette Pedro Martínez de Lunát, azaz XIII. Benedek ellenpápát, Benedek 1411-ben a peñíscolai várkastélyban telepedett le, és itt is hunyt el 1423-ban.
A 18. század eleji spanyol örökösödési háború során Peñíscola városa V. Fülöp oldalára állt, ezért Károly főherceg seregei megostromolták a várat, de a védők visszaverték a támadást. A háború miatt egyébként 1705 és 1707 között újabb részek hozzátoldásával megerősítették az építményt.
1814-ben, a függetlenségi háború idején, amikor a franciák kezén levő erődöt a spanyolok intenzíven ostromolták, a környező házak mellett az épület jelentős része is elpusztult, mintegy negyed része máig sem épült újjá. A carlista háborúk után, a 19. század végére az erődítmény katonai jelentősége gyorsan csökkenni kezdett. 1931-ben nemzeti történelmi-művészeti műemlékké nyilvánították, ma turisztikai látványosság.

## Leírás
A vár a kelet-spanyolországi Castellón tartomány tengerpartján áll, egy olyan kis félsziget keleti részén, amely csak egy vékony földszorossal kapcsolódik a szárazföld többi részéhez. Ez a félsziget a régi időkben viharos idő esetén szigetté változott, ma viszont már teljes egészében elfoglalja a vár körüli város.
A romanikus jegyeket is mutató gótikus épület 230 méter kerületű, átlagos magassága 20 méter, és 64 méterrel található a Földközi-tenger szintje felett. Különös hasonlóságokat mutat a nagyjából 150 évvel korábban épült miraveti várral. Három kapuja van: a Szent Péter- (vagy Luna pápa-) kapu, a II. Fülöp- (vagy Fosc-) kapu és a 18. századi Szűz Mária-kapu. Az egyik falon II. Fülöp spanyol király címere is látható.

## Képek

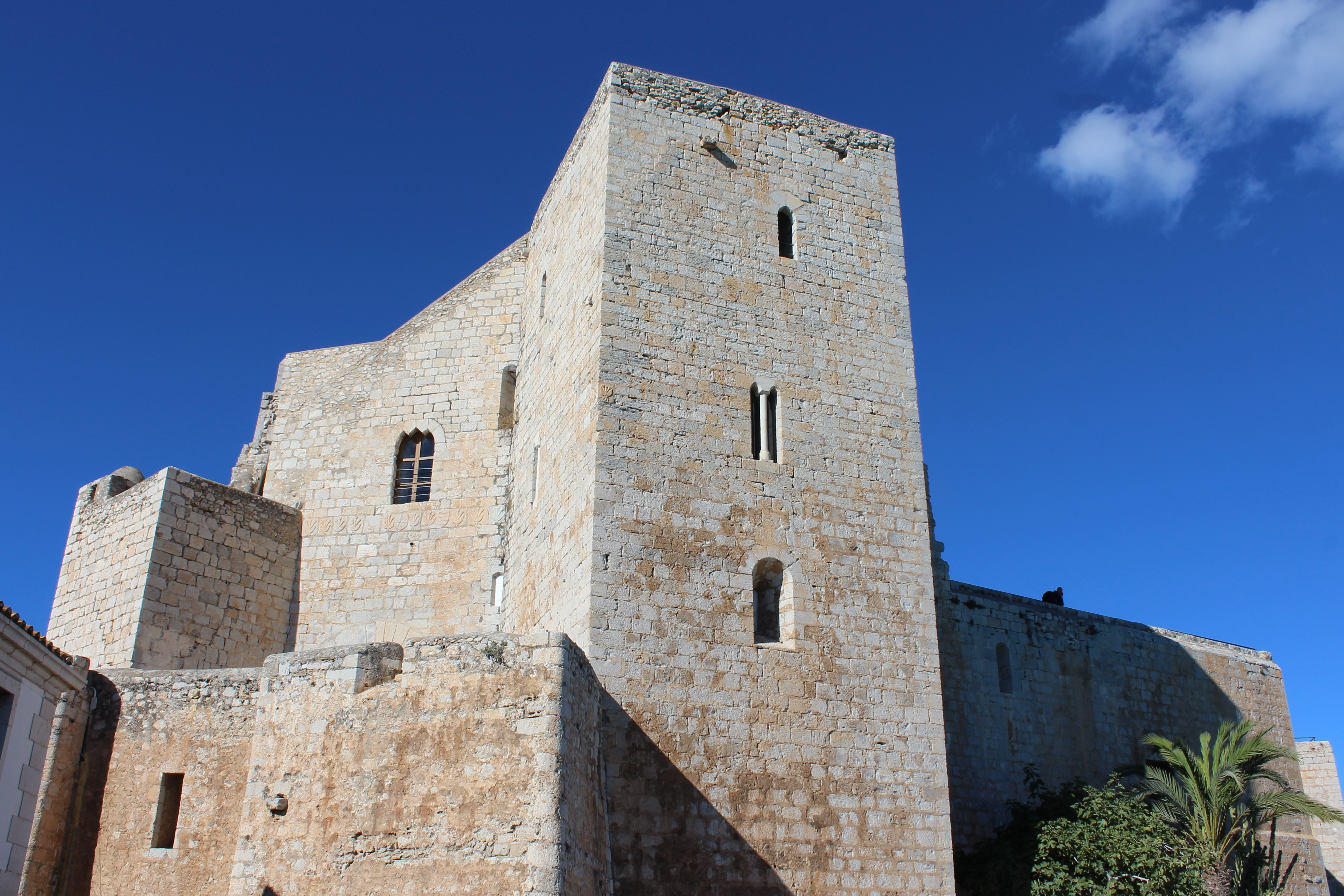
Részlet
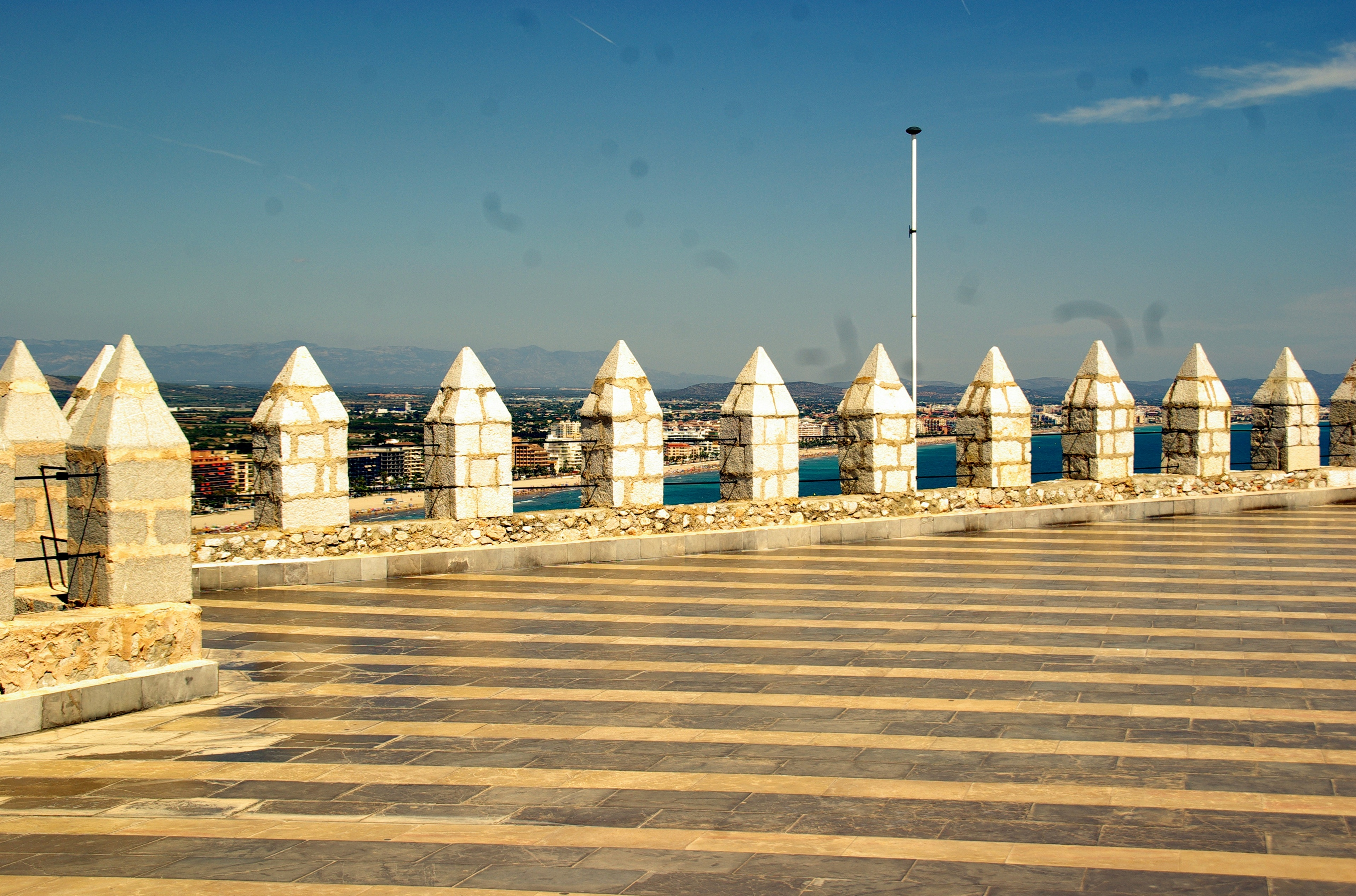
Terasz
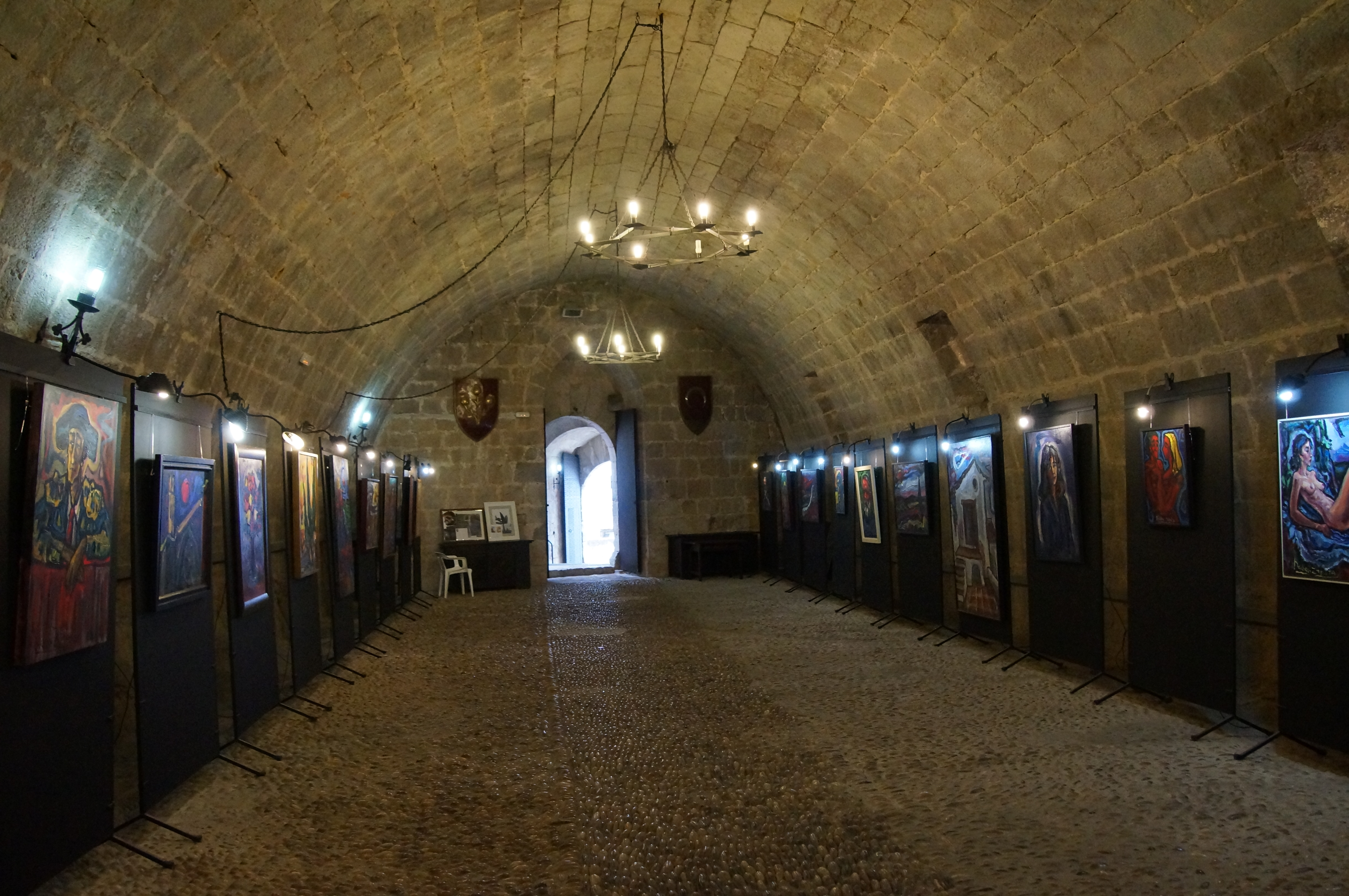
Egy belső kép
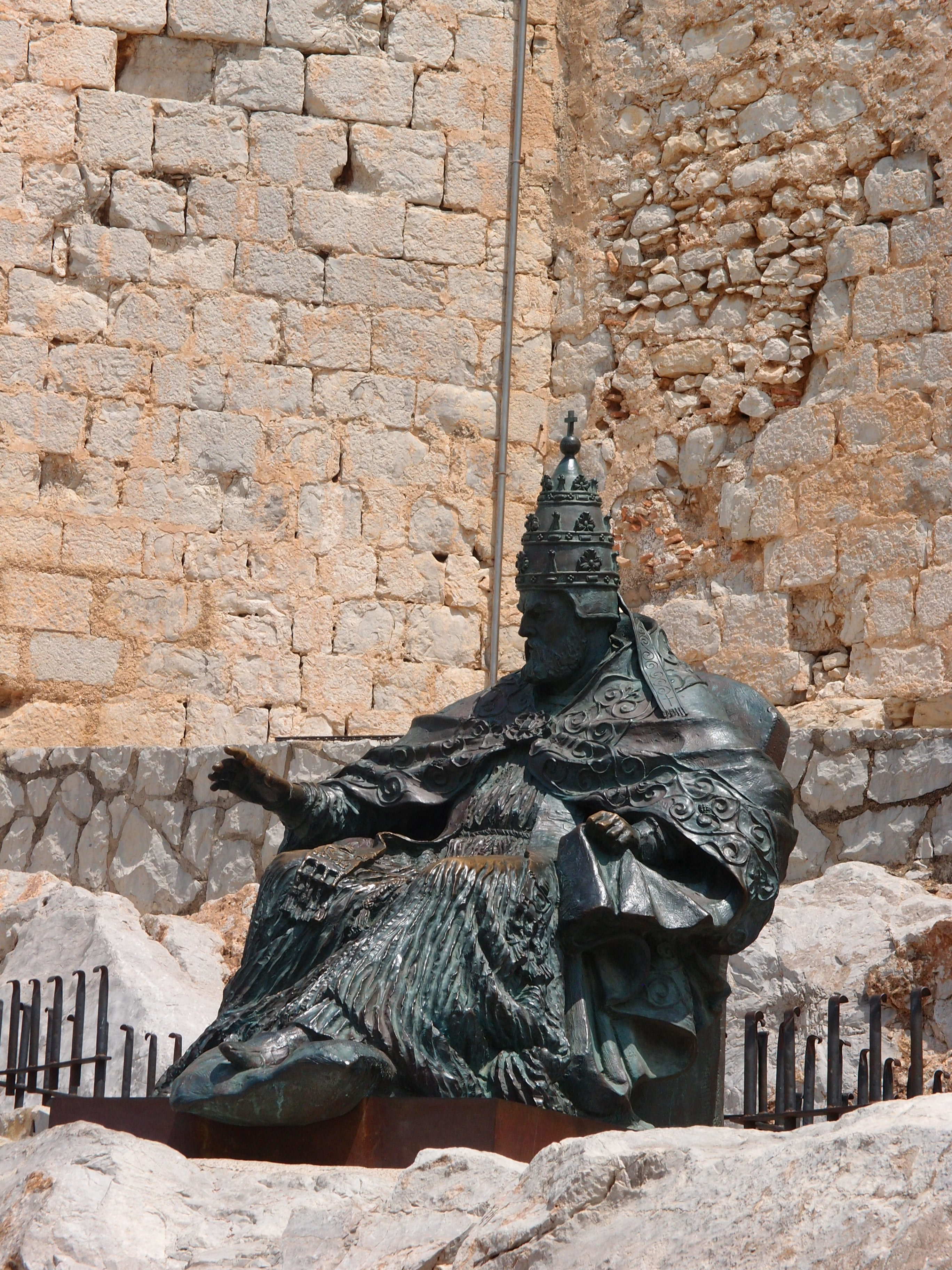
XIII. Benedek ellenpápa szobra
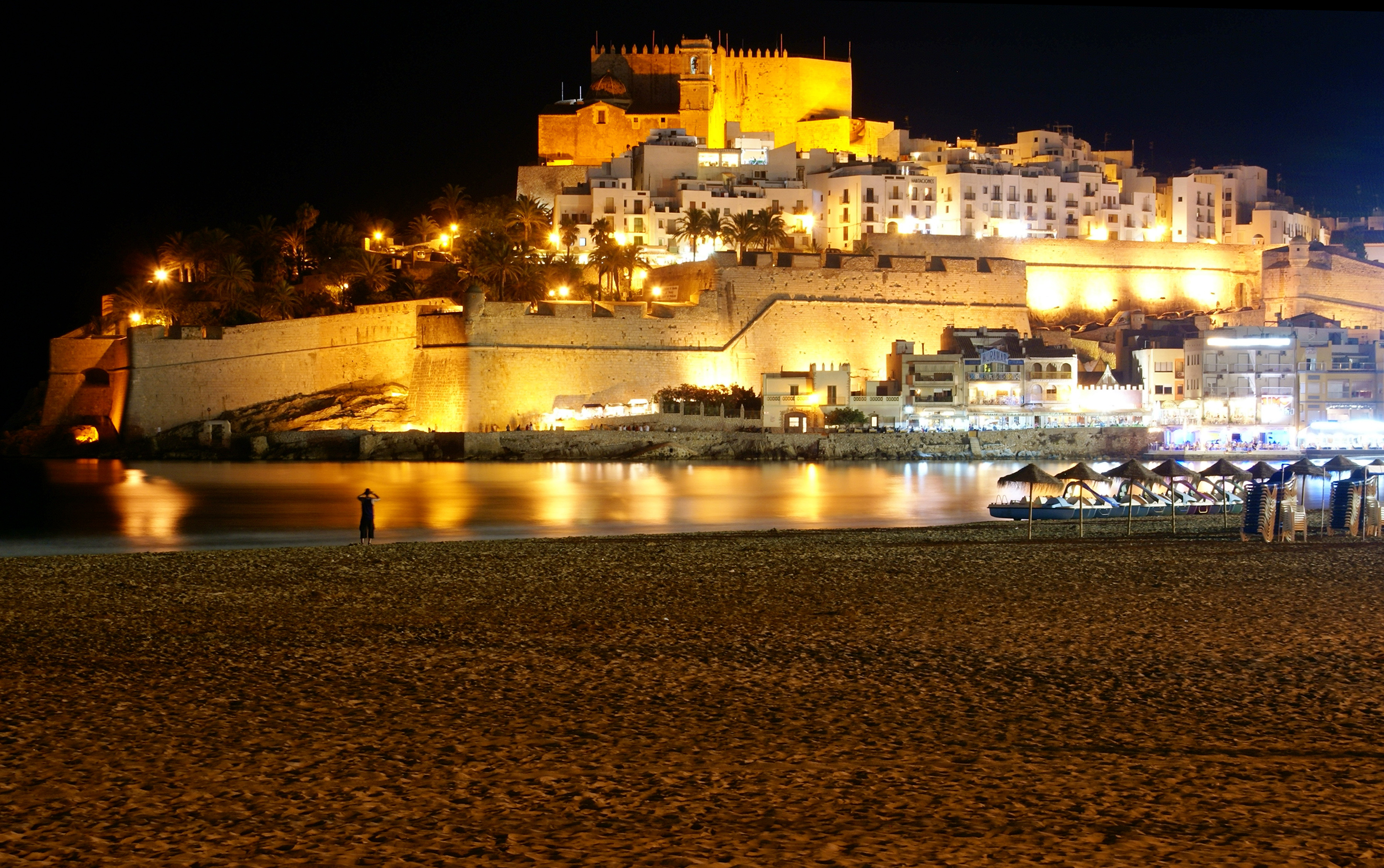
Éjjel, kivilágítva